# 拉维勒迪约
拉维勒迪约（法語：Lavilledieu，法語發音：[lavildjø]）是法国阿尔代什省的一个市镇，属于拉让蒂耶尔区。

## 地理
拉维勒迪约（44°34'32"N, 4°27'11"E）面积14.65 平方千米，位于法国奥弗涅-罗讷-阿尔卑斯大区阿尔代什省，该省份为法国东南部内陆省份，北起顺时针与卢瓦尔省、伊泽尔省、德龙省、沃克吕兹省、加尔省、洛泽尔省和上盧瓦爾省接壤。
与拉维勒迪约接壤的市镇（或旧市镇、城区）包括：欧布纳、吕萨斯、米拉贝勒、圣迪迪耶苏索布纳、圣日耳曼、沃居埃。

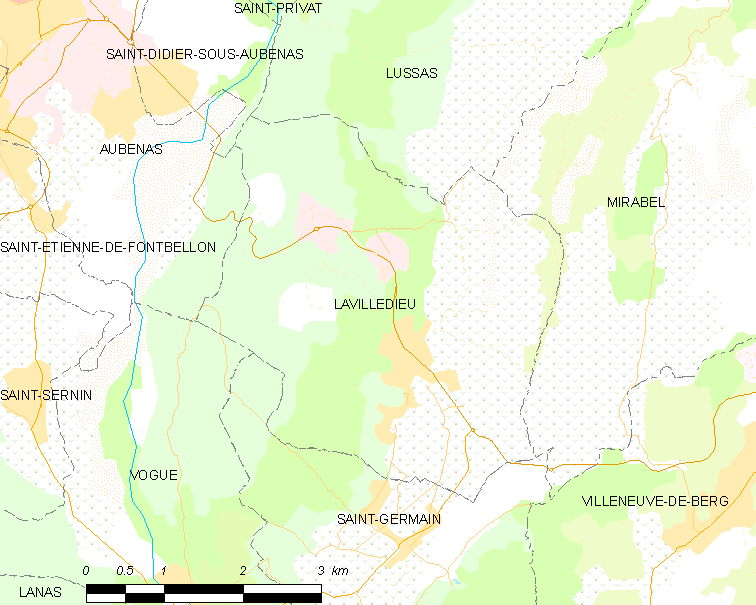
拉维勒迪约的OSM定位图

拉维勒迪约的时区为UTC+01:00、UTC+02:00（夏令时）。

## 行政
拉维勒迪约的邮政编码为07170，INSEE市镇编码为07138。

## 政治
拉维勒迪约所属的省级选区为贝尔-埃尔维县。

## 人口

1962-2008年间拉维勒迪约人口变化图示

拉维勒迪约于2022年1月1日时的人口数量为2248人。